# Yuri Linnik
Yuri Vladimirovitch Linnik (em russo:  Ю́рий Влади́мирович Ли́нник; (Bila Tserkva (Oblast de Kiev, Império Russo), 8 de janeiro de 1915 – Leningrado 30 de junho de 1972) foi um matemático nascido no território da atual Ucrânia e que atuava em teoria dos números, teoria das probabilidades e estatística. 
Linnik nasceu em Bila Tserkva, atualmente território da Ucrânia.  Veio para a Universidade de Leningrado onde seu supervisor foi Vladimir Tartakovski, e posteriormente trabalhou no Instituto Steklov. Foi um membro da Academia Russa de Ciências, como foi sei pai, Vladimir Pavlovitch Linnik.  Foi agraciado com o Prêmio Estatal da URSS e com o  Prêmio Lenin.  Morreu em Leningrado em 1972.

## Trabalhos em teoria dos números
- Teorema de Linnik em teoria analítica dos números
- Método de dispersão (que o permitiu resolver o problema de Titchmarsh).[2]
- O método do grande crivo (que acabou por ser extremamente influente).
- Uma prova elementar do Teorema de Hilbert-Waring; ver também densidade de Schnirelmann.
- Método ergódico de Linnik, ver Linnik (1968), que o permitiu estudar as propriedades da distribuição de representações de inteiros por integrais ternárias formas quadráticas.[3]

## Trabalhos em Teoria das Probabilidades e Estatística

### Distribuições infinitamente divisíveis
Linnik obteve numerosos resultados relativos à distribuições infinitamente divisíveis. Em particular, ele provou que a seguinte generalização do Teorema de Cramér: Nenhum divisor de uma convolução de variáveis aleatórias de uma distribuição gaussiana e distribuição de Poisson é também uma convolução de uma distribuição gaussiana e distribuição de Poisson.
Também foi co-autor de livros Linnik & Ostrovskii (1977) na aritmética de distribuições infinitamente divisíveis.

### Teorema do limite central
- Zona de Linnik (zonas de normalidade assintótica)
- Teoria da Informação: prova do teorema do limite central

### Estatística
- Problema de Behrens–Fisher

## Publicações selecionadas
- Linnik, Yu.V. (1971), Independent and stationary sequences of random variables, Series of Monographs and Textbooks on Pure and Applied Mathematics, Groningen: Wolters-Noordhoff Publishing
- Linnik, Yu.V. (1961), Method of least squares and principles of the theory of observations, New York-Oxford-London-Paris: Pergamon Press, MR 0124121
- Linnik, Yu.V.; Ostrovskii, I.V. (1977), Decomposition of random variables and vectors, Translations of Mathematical Monographs, 48, Providence, R.I.: American Mathematical Society
- Linnik, Yu.V. (1968), Ergodic properties of algebraic fields, Ergebnisse der Mathematik und ihrer Grenzgebiete, 45, New York: Springer-Verlag New York Inc.